# Metod Trobec
Metod Trobec (ur. 6 czerwca 1948, zm. 30 maja 2006) – jugosłowiański seryjny morderca zwany Potworem z Gorejne Vasi. Z pochodzenia był Słoweńcem.

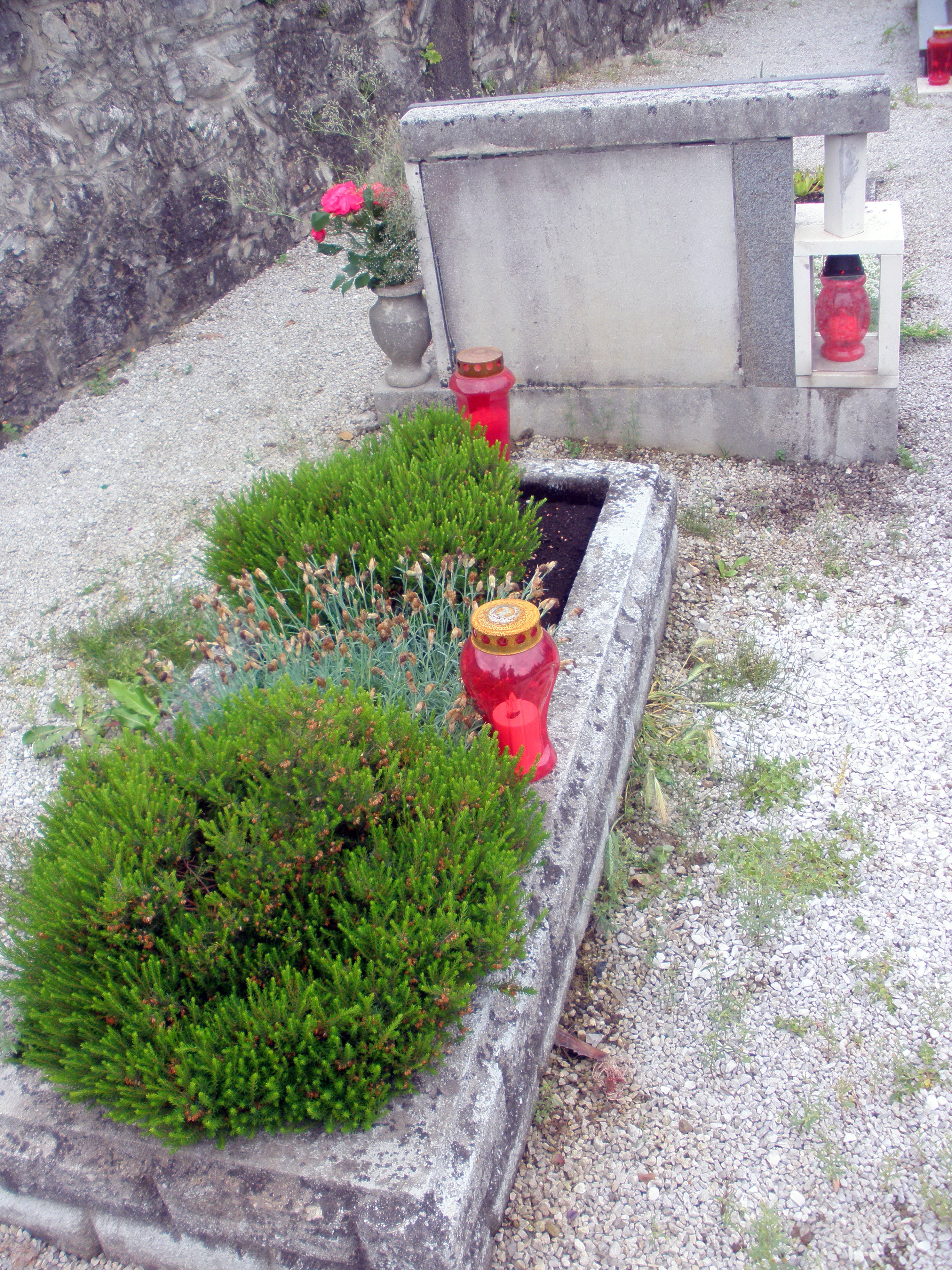
Nieoznakowany grób na cmentarzu Šentrupert. Prawdopodobnie grób Trobeca.

Pomiędzy 1976 a 1978 rokiem Trobec zgwałcił i zamordował 5 kobiet. Podejrzewa się, że jego ofiar było znacznie więcej. Został skazany przez Sąd Najwyższy Słowenii na 20 lat więzienia. 28 sierpnia 1992 roku Trobec usiłował zamordować współwięźnia, przez co do jego kary sąd dodał 15 lat. 30 maja 2006 roku Trobec popełnił w swojej celi samobójstwo.

## Ofiary Trobeca
- Vida Markovič (lat 18)
- Marjana Cankar (lat 52)
- Urška Brečko (lat 20)
- Ana Plevnik (lat 42)
- Zorka Nikolič (lat 35)